# Марк Голдблатт
Марк Голдблатт (англ. Mark Goldblatt) — американський монтажер та режисер.
Випускник школи кіно в Лондоні, є членом, і колишнім президентом спілки «Монтажерів американського кіно» (англ. American Cinema Editors), а також член ради керівників «Американської академії кінематографічних мистецтв і наук».
У 1979 році здобув премію «Сатурн» за найкращий монтаж у фільмі «Піранья» режисера Джо Данте. У 1992 році був номінований на премію «Оскар» за роботу над фільмом «Термінатор 2: Судний день» Джеймса Кемерона. Як режисер зняв фільми «Мертвий поліцейський» (1988) та «Каратель» (1989).

## Фільмографія
| Рік  |    | Українська назва              | Оригінальна назва                        | Роль                  |
| ---- | -- | ----------------------------- | ---------------------------------------- | --------------------- |
| 1978 | ф  | Піранья                       | Piranha                                  | монтажер              |
| 1979 | ф  | Дух вітру                     | Spirit of the Wind                       | монтажер              |
| 1980 | ф  | Тварюки з безодні             | Humanoids from the Deep                  | монтажер              |
| 1981 | ф  | Виття                         | The Howling                              | монтажер              |
| 1981 | ф  | Входить ніндзя                | Enter the Ninja                          | монтажер              |
| 1981 | ф  | Хелловін 2                    | Halloween II                             | монтажер              |
| 1983 | ф  | Довжина хвилі                 | Wavelength                               | монтажер              |
| 1984 | ф  | Через бруклінський міст       | Over the Brooklyn Bridge                 | монтажер              |
| 1984 | ф  | Посол                         | The Ambassador                           | монтажер              |
| 1984 | ф  | Термінатор                    | The Terminator                           | монтажер              |
| 1985 | ф  | Рембо: Перша кров, частина II | Rambo: First Blood Part II               | монтажер              |
| 1985 | ф  | Командо                       | Commando                                 | монтажер              |
| 1986 | ф  | Джек-стрибунець               | Jumpin' Jack Flash                       | монтажер              |
| 1987 | ф  | Внутрішній космос             | Innerspace                               | додатковий монтажер   |
| 1987 | ф  | Робот-поліцейський            | RoboCop                                  | режисер другого плану |
| 1988 | ф  | Мертвий поліцейський          | Dead Heat                                | режисер               |
| 1988 | кф | Каратель                      | Punisher                                 | режисер               |
| 1989 | ф  | Каратель                      | The Punisher                             | режисер               |
| 1990 | ф  | Нічний народ                  | Nightbreed                               | монтажер              |
| 1990 | ф  | Хижак 2                       | Predator 2                               | монтажер              |
| 1991 | ф  | Термінатор 2: Судний день     | Terminator 2: Judgment Day               | монтажер              |
| 1991 | ф  | Останній бойскаут             | The Last Boy Scout                       | монтажер              |
| 1992 | с  | Місто надприродного. Індіана  | Eerie, Indiana                           | режисер               |
| 1992 | ф  | Універсальний солдат          | Universal Soldier                        | консультант           |
| 1993 | ф  | Супербрати Маріо              | Super Mario Bros.                        | монтажер              |
| 1993 | ф  | Тумстоун                      | Tombstone                                | додатковий монтажер   |
| 1994 | ф  | Правдива брехня               | True Lies                                | монтажер              |
| 1995 | ф  | Шоугерлз                      | Showgirls                                | монтажер              |
| 1997 | ф  | Зоряний десант                | Starship Troopers                        | монтажер              |
| 1998 | ф  | Армагеддон                    | Armageddon                               | монтажер              |
| 1999 | ф  | Детройт — місто року          | Detroit Rock City                        | монтажер              |
| 2000 | ф  | Невидимка                     | Hollow Man                               | монтажер              |
| 2001 | ф  | Перл-Гарбор                   | Pearl Harbor                             | монтажер              |
| 2002 | ф  | Погана компанія               | Bad Company                              | монтажер              |
| 2003 | ф  | Погані хлопці 2               | Bad Boys II                              | монтажер              |
| 2004 | ф  | Екзорцист: Початок            | Exorcist: The Beginning                  | монтажер              |
| 2005 | ф  | Три ікси 2                    | xXx: State of the Union                  | монтажер              |
| 2006 | ф  | Люди Ікс: Остання битва       | X-Men: The Last Stand                    | монтажер              |
| 2009 | ф  | Бригада М                     | G-Force                                  | монтажер              |
| 2009 | ф  | Справа № 39                   | Case 39                                  | монтажер              |
| 2010 | ф  | Людина-вовк                   | The Wolfman                              | монтажер              |
| 2011 | ф  | Повстання планети мавп        | Rise of the Planet of the Apes           | монтажер              |
| 2013 | ф  | Персі Джексон: Море чудовиськ | Percy Jackson: Sea of Monsters           | монтажер              |
| 2015 | ф  | Робот на ім'я Чаппі           | Chappie                                  | монтажер              |
| 2015 | ф  | Губка Боб: Життя на суші      | The SpongeBob Movie: Sponge Out of Water | додатковий монтажер   |
| 2016 | ф  | Мисливець і Снігова королева  | The Huntsman: Winter's War               | додатковий монтажер   |
| 2018 | ф  | Жага смерті                   | Death Wish                               | монтажер              |